# Hilda Geiringer
Hilda Geiringer (Vienna, 28 settembre 1893 – Santa Barbara, 22 marzo 1973) è stata una matematica austriaca. Fu la prima donna in Germania a ricevere una cattedra di matematica applicata.

## Biografia
Nacque a Vienna in una famiglia ebraica. Fin da bambina dimostrò una spiccata propensione per la matematica, e nel 1917 conseguì un dottorato all'università di Vienna.
Dopo un impiego come redattrice in una rivista di matematica, nel 1921 divenne assistente di Richard von Mises all'università Humboldt di Berlino. Nello stesso anno si sposò col matematico Felix Pollaczek, ma l'unione fu infelice e di breve durata e i due divorziarono nel 1925; aveva avuto una figlia, Magda. Nel 1927 ottenne una cattedra di matematica applicata sempre all'università di Berlino, divenendo la prima donna in Germania a ricevere tale incarico. Negli anni successivi sviluppò le equazioni di Geiringer, utili nel determinare la deformazione plastica dei metalli.
Nonostante il prestigio di cui ormai godeva, alla salita al potere nel 1933 di Adolf Hitler perse il proprio posto di lavoro in quanto ebrea. Dopo un soggiorno in Belgio, nel 1934 lei e von Mises si trasferirono all'università di Istanbul grazie alla volontà di Mustafa Kemal di accogliere in Turchia gli accademici ebrei espulsi dalla Germania. Durante il soggiorno turco si interessò alle teorie di Gregor Mendel, teorizzando l'applicazione in ambito genetico della teoria delle probabilità, risultando quindi determinante nello sviluppo della genetica molecolare, della bioinformatica e delle discipline correlate.
Dopo la morte di Mustafa Kemal nel 1938 il mondo accademico turco divenne ostile agli ebrei, e Geiringer perse nuovamente il lavoro. Col rischio di essere rimandata in Germania e finire quindi in un campo di concentramento assieme alla figlia, il collega von Mises, trasferitosi nel frattempo all'Università di Harvard, riuscì ad organizzare la sua emigrazione negli Stati Uniti d'America. Nel 1943 i due si sposarono.
Nonostante in Europa avesse ricoperto posizioni accademiche di chiaro prestigio, negli Stati Uniti il maschilismo era assai più radicato nel mondo universitario, e per anni le sue richieste di assunzione in svariate università vennero tutte rifiutate in quanto donna. Alla fine si accontentò di un posto da insegnante al Wheaton College. Dopo la morte di von Mises nel 1953 si occupò di completare le sue ricerche nel campo delle probabilità. Si ritirò dall'insegnamento nel 1959, e morì nel 1973.